# Gallerpansar
Gallerpansar, gallerskärm eller RSV-galler (engelska: slat armor, "lamellpansar") är en typ av skiktat pansar ämnad specifikt för att förstöra inkommande RSV-projektiler med fenstabilisering. Gallerpansar, som benämningen antyder, är pansar uppbyggt som gallerstängsel, där vardera gallerstång har i uppgift att (utöver aktivera tändrör likt konventionellt skiktat pansar) slå av fenorna på de inkommande projektilerna så de blir ostabila och tappar riktningen, vilket förhoppningsvis skapar G-krafter som förstör projektilen eller får den att anslå i fel vinkel så verkan minskas eller uteblir. 
Gallerpansar kan även försämra verkan hos viss pansarammunition: "rotationsstabiliserade underkalibriga kärnprojektiler" (engelska: APDS). Underkalibrig ammunition med rotationsstabilisering är traditionellt stabiliseringskänsliga 
och kan börja tumla om de träffar en gallerpelare, något som avsevärt påverkar dess anslagsverkan i huvudpansaret.

## Användning
Gallerpansar, likt RSV-projektiler med fenstabilisering, har använts sedan andra världskriget men förekommer vanligen än idag. I modern tid förekommer gallerpansar huvudsakligen som skydd mot närpansarvapen (pansarvärnsvapen burna av infanteri med medelkort räckvidd), vilka traditionellt skjuter fenstabiliserad RSV-ammunition. Exempel på sådana vapen är de vanligt förekommande pansarskottet AT-4 och raketgeväret RPG-7.
Gallerpansar förekommer traditionellt som tilläggsskydd, även kallat förstärkningspansar, vilket innebär att det monteras på och av baserat på förutsättningar och behov.

## Takmonterat gallerpansar (”cope cage”)

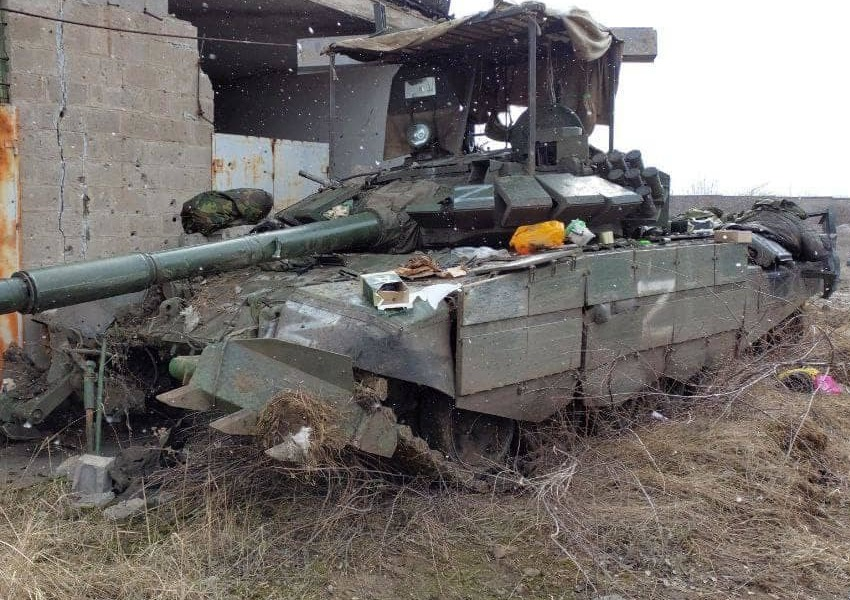
Nedkämpad rysk T-72B3M-stridsvagn med provisorisk ”cope cage” (takmonterat gallerpansar).

Sedan intåget av Rysslands invasion av Ukraina 2022 har deras stridsvagnar ofta uppvisat gallerpansar monterat på taket, någon meter ovan ytan, som skydd mot takslående ammunition. Exempel på takslående ammunition är artillerigranater såsom Bofors BONUS och Raytheon-Bofors Excalibur, robotar såsom Saab Bofors Dynamics NLAW och FGM-148 Javelin samt diverse patrullrobotar.
Konfigurationen och idén anses av många som framtvingad och tvivelaktig, varav den i Västvärlden skämtsamt dubbats ”cope cage” (ungefär ”besvärhanteringsbur” på engelska). Den fulla effekten av denna konfiguration har ej ännu visat sig, då Ryska stridsvagnar effektivt blivit kontrade av takslående ammunition oavsett. Då takmonterat gallerpansar har sett fortsatt bruk på ryska stridsvagnar genom kriget samt att konceptet även tagits upp av Israel för deras Merkava-vagnar torde skyddseffekten anses tillräcklig mot viss typ av ammunition.

### Tidigare takmonterat skyddsgaller

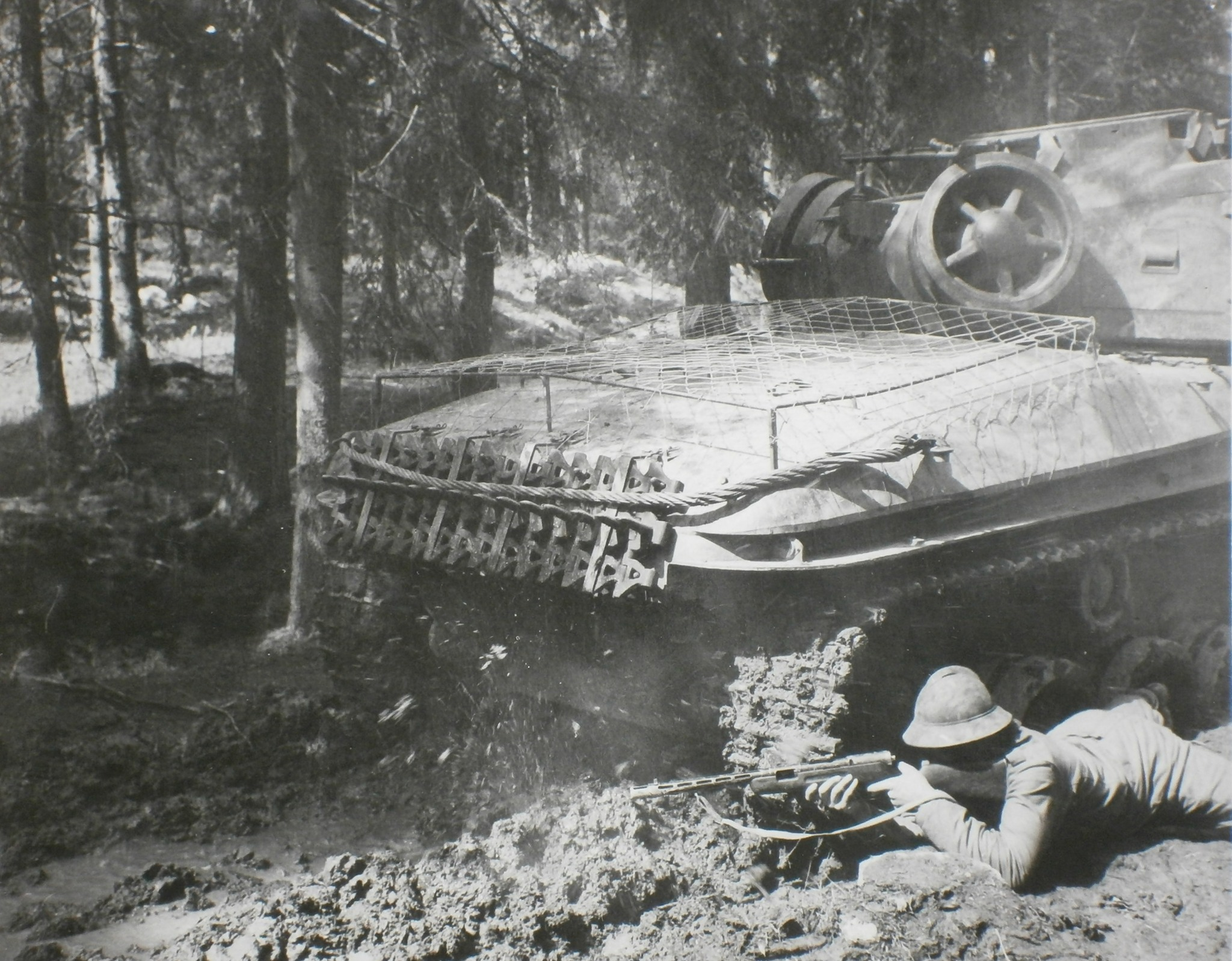
Svensk stridsvagn m/42 med provisoriskt skyddsgaller monterat ovan motorluckorna som skydd mot handgranater.

Enklare takmonterat skyddsgaller, främst producerat av hönsnät och dylikt, har även förekommit tidigare än dagens ”cope cage”-konstruktioner, redan under första världskriget. Dessa avsågs främst som skydd mot handgranater och monterades ovan exempelvis öppna stridsrum och motordäck.
Dito exempel finns även för att hålla upp maskeringsnät.

### Externa webbsidor
- krigsvetenskap.blogg.se: Pansar: Från Stål Till Komposit

### Krigsarkivet
- Arkiv: Försvarets materielverk, Armématerielförvaltningen, Fordonsavdelningen, Centralsektionen, Serie F I, Avgångna och inkomna skrivelser ordnade efter klassifikationssystem, 1100:1 – 1103:1–2 (projekt: FAH 1100:1–12, samt FAH 1100:1–21)
- Arkiv: Försvarets materielverk, Armématerielförvaltningen, Huvudavdelningsexpeditionen, Serie F I, Avgångna och inkomna skrivelser ordnade efter klassifikationssystem, H M523/3:3 –, H M524/91:9 – 1971 – Volym nr 51 (projekt: A:FA H M523/3.7:1/71, samt A:FA H M523/3.7:2/71)